# Vincent Moon
Vincent Moon (Parigi, 25 agosto 1979) è un regista francese di videoclip, cinema sperimentale e documentario.

## Biografia
Fra il 2006 e il 2009 Moon realizza video per alcuni dei maggiori artisti di musica indipendente e riceve svariati premi per i video di Sufjan Stevens, R.E.M., Tom Jones, Arcade Fire e Animal Collective.
Nel 2007 Moon ha pubblicato Changes in Rhythm, un documentario per Coca-Cola in Africa.

## Opere

### The Take-Away Shows
- Take-Away Show #1 - The Spinto Band
- Take-Away Show #2 - Jens Lekman
- Take-Away Show #3 - Thomas Dybdalh
- Take-Away Show #4 - Jeffrey Lewis
- Take-Away Show #5 - Ramona Cordova
- Take-Away Show #6 - Okkervil River
- Take-Away Show #7 - Mojave 3
- Take-Away Show #8 - Casiotone For The Painfully Alone
- Take-Away Show #9 - Suart Staples
- Take-Away Show #10 - Xiu Xiu
- Take-Away Show #11 - Grizzly Bear
- Take-Away Show #12 - The Kooks
- Take-Away Show #13 - Islands
- Take-Away Show #14 - Volcano!
- Take-Away Show #15 - Elysian Fields
- Take-Away Show #16 - My Brightest Diamond
- Take-Away Show #17 - Doveman
- Take-Away Show #18 - The Divine Comedy
- Take-Away Show #19 - Dean and Britta
- Take-Away Show #20 - Polar
- Take-Away Show #21 - Herman Düne
- Take-Away Show #22 - The Hidden Cameras
- Take-Away Show #23 - Au Revoir Simone
- Take-Away Show #24 - I'm from Barcelona
- Take-Away Show #25 - Guillemots
- Take-Away Show #26 - Lapin Machin
- Take-Away Show #27 - Kria Brekkan
- Take-Away Show #28 - Tapes 'n Tapes
- Take-Away Show #29 - First Nation & Bear in Heaven
- Take-Away Show #30 - Alamo Race Track
- Take-Away Show #31 - Cali
- Take-Away Show #32 - Stars Like Fleas
- Take-Away Show #33 - Tobias Froberg
- Take-Away Show #34 - Tahiti Boy
- Take-Away Show #35 - Cold War Kids
- Take-Away Show #36 - The Low Lows
- Take-Away Show #37 - Francois Virot
- Take-Away Show #38 - Eagle*Seagull
- Take-Away Show #39 - Essie Jain
- Take-Away Show #40 - The National
- Take-Away Show #41 - Arcade Fire
- Take-Away Show #42 - Chris Garneau
- Take-Away Show #43 - The Ruby Suns
- Take-Away Show #44 - The Shins
- Take-Away Show #45 - Andrew Bird
- Take-Away Show #46 - Alan Sparhawk (Low)
- Take-Away Show #47 - Benni Hemm Hemm
- Take-Away Show #48 - Jeremy Warmsley
- Take-Away Show #49 - Damon and Naomi
- Take-Away Show #50 - Sufjan Stevens
- Take-Away Show #51 - Lonely, Dear
- Take-Away Show #52 - Of Montreal vs Axe Riverboy
- Take-Away Show #53 - Keren Ann
- Take-Away Show #54 - Voxtrot/Sparrow House
- Take-Away Show #55 - Dirty Projectors
- Take-Away Show #56 - Pascal Comelade
- Take-Away Show #57 - Rio en Medio
- Take-Away Show #58 - Architecture in Helsinki
- Take-Away Show #59 - Inlets/Marla Hansen
- Take-Away Show #60 - Soirée à Emporter feat. Zach Condon, Kočani Orkestar, Inlets, Jeremy Warmsley, Sparrow House, Sebastian Schuller and David-Ivar Herman Düne
- Take-Away Show #61 - Liars
- Take-Away Show #62 - Menomena
- Take-Away Show #63 - Gravenhurst
- Take-Away Show #64 - Beirut
- Take-Away Show #65 - Final Fantasy
- Take-Away Show #66 - Elvis Perkins
- Take-Away Show #67 - St Vincent
- Take-Away Show #68 - Crammed Discs Week
- Take-Away Show #69 - Malajube
- Take-Away Show #70 - Paris, Lost in Texas (Austin, Texas) feat. Jad Fair, Peter and the Wolf e Sparrow House.
- Take-Away Show #71 - Department of Eagles
- Take-Away Show #72 - Jonquil
- Take-Away Show #73 - A Hawk and a Hacksaw
- Take-Away Show #74 - Vic Chesnutt
- Take-Away Show #75 - Marissa Nadler
- Take-Away Show #76 - Caribou
- Take-Away Show #77 - Taraf de Haidouks
- Take-Away Show #78 - Scout Niblett
- Take-Away Show #79 - Alela Diane
- Take-Away Show #80 - Vampire Weekend
- Take-Away Show #81 - Castanets
- Take-Away Show #82 - Animal Collective
- Take-Away Show #83 - Sid Touré
- Take-Away Show #84 - The Ex
- Take-Away Show #85 - De Kift
- Take-Away Show #86 - Stephen Malkmus
- Take-Away Show #87 - Yeasayer
- Take-Away Show #88 - Pigeon John
- Take-Away Show #89 - R.E.M.
- Take-Away Show #90 - Bowerbirds
- Take-Away Show #91 - Noah and the Whale
- Take-Away Show #92 - Winter Family
- Take-Away Show #93 - Bon Iver
- Take-Away Show #94 - Gaspar Claus e Pedro Soler
- Take-Away Show #95 - Man Man
- Take-Away Show #96 - Seasick Steve
- Take-Away Show #97 - Tom Jones

## Filmografia
- Instant Stuff
- Changes in Rhythm
- A Skin, a Night[3]
- Ostap Kindrachuk, film documentario dedicato al musicista di strada ucraino, Yalta, 2012.